# بنیدن‌هئول
بنیدن‌هئول (به هلندی: Benedenheul) یک منطقهٔ مسکونی در هلند است که در کریمپنروارد واقع شده‌است.